# شاعر أوتر
شاعر أوتر بن علهان نهفان بن يريم أيمن بن أوسلة رفشان الهمداني (نحو 150م - 217م): ملك سبأ وذو ريدان، وتعود أصوله إلى ذي بتع من همدان،وهو الحفيد الأكبر للملك يريم أيمن مؤسس الأسرة الملكية البتعية التي تناوبت الحكم مع أسرة وهب إل يحز.حكم شاعر أوتر مملكة سبأ أكثر من 20 عاماً، منها ما يقارب 12 سنة منفرداً والباقي شريكاً لأبيه، وفي شاعر أوتر يقول عالم السبئيات الروسي " أفرام لوندين": «يعد شاعر أوتر أحد أشهر ملوك السبئيين، حيث أصبحت دولة سبأ في عهده قوة عظمى، ووسعت هيمنتها على كامل أراضي اليمن تقريبًا».
وفي النص (Ir 11) لقب شاعر أوتر نفسه في أوائل حكمه: (ملك سبأ وقصر سلحين وغمدان، وأتباعه سبأ وفيشان)، وسلحين هو قصر الملوك ومستقرهم في مأرب، وغمدان هو قصرهم ومقرهم في صنعاء، وقد أخذت صنعاء تنافس مأرب منذ هذا الزمن حتى حلت محلها في الأخير. ووفقاً للأخباريون اليمانيون أن شاعر أوتر هو الذي بناء قلاع صنعاء وبنى الأسوار، وفي ذلك روى أبو العباس أحمد الصنعاني بسنده: «أن شعران أوتر هو الذي وصل بنيان القصور وأحاط على صنعاء بحائط».
اتصل شاعر أوتر بالحكم منذ أيام أبيه علهان نهفان ما بين العام (195م و205م) كما تشير إلى ذلك النقوش بلقب (علهان نهفان وابنه شاعر أوتر ملكي سبأ) مثلاً النقوش (Ir 10 وFa 71 وCIH 401)،وفي عهد أبيه علهان نهفان عاد إلى اللقب (ملك سبأ)، وذلك يعكس نكسة تعرض لها السبئيون. وفي خِضم توسع ثأران يعب يهنعم والحميريين على حساب الأرض السبئية (MB 2004 I-69 وMB 2004 I-75)، قام علهان نهفان ومعه شاعر أوتر ملكي سبأ بعقد اتفاقيات داخلية وخارجية تضمن لهما الاستمرار بالحكم، وتحالفا مع ملك حضرموت (يدع أب غيلان) وملك الأحباش (جدرت) في محاولة منهما لصد التوسع الحميري الهائل في أرض مملكة سبأ (النقش: CIH 308).
تشارك شاعر أوتر وأبيه عرش سلحين نحو عشرة أعوام، وفي حوالي سنة 205م توفى أبيه، فأنفرد بالحكم، وواصل شاعر أوتر سياسة والده في توسيع وتعزيز سلطة سبأ في جنوب الجزيرة العربية. ولتحقيق هذا الهدف ، كان عليه في البداية الحفاظ على علاقات الحلفاء مع الملك الأكسومي جدرت (النقش: MB 2004-99). بالإضافة إلى أكسوم، حافظ شاعر أوتر على تحالفه مع حضرموت، وزوج أخته ملاك بنت علهان بملك حضرموت الجديد "العز يلط"، وكان وصول العز يلط للعرش نحو سنة 210م، وله نقش مؤرخ في سنة 140 بتقويم ردمان الموافق 214 ميلادي (النقش المؤرخ: حاج - الطفة 1).
في حوالي العام 214م، حاول العزيلط توسيع سلطته إلى جزء من أراضي قتبان السابقة، واستولى بدون موافقة سبأ على مدينة عبدان بشبوة، فذهب شاعر أوتر للحرب معه، وهزم جيشه، وأسر العزيلط، وأعيدت أخت شاعر أوتر ملكة حضرموت (النقش: CIH 334 وIr 13).ولكن بسبب أواصر الرحم أطلق شاعر أوتر صِهْره الملك العزليط، فعاد لحكم حضرموت بوصاية وشروط سبئية، ولكن تلك الوصاية وعودة العلاقة اغضبت الحضرميين من ملكهم، وانتفضوا. فقام شاعر أوتر بمساعدة العزَّ ملك حضرموت في القضاء على تمرد قبائل حضرموت وثورتهم عليه (النقش: Ja 640)،ويرجع جواد علي سبب ثورة الحضرميين بقوله:«الظاهر أنها - حضرموت - تمردت على ملكها، لأنه تعاون مع "شعر أوتر" الذي فتح حضرموت وأخذ جيشه منها غنائم كثيرة، وأنزل بالحضارمة خسائر فادحة؛ فغضبوا عليه لتعاونه مع ملك سبأ». وبعد وفاة شاعر أوتر بمدة، عاد الحضرميين لثوراتهم ضد العزيلط.
بالإضافة إلى فتح حضرموت، فإن النقوش (Ja 634 وJa 635 وJa 641) تشير إلى حملة شاعر أوتر ضد قبيلة كندة وحلفاؤهم الأزد، والتي استولت خلالها قواته على عاصمة كندة قرية ذات كهل ونهبتها،كما يشير النقش (Ja 635) قتال الحملة لعشيرة يحابر من الأزد المساندين لآل ثور وقرية، وعلى حدود الأزد شنت الحملة غارة على "مجزأة مُناةٍ" صاحب ثمالة، وأسرت تلك الحملة "ربيعة بن معاوية آل ثور" ملك قحطان وكندة (النقش: DAI Barʾān 2000-1).بعد أن حقق شاعر أوتر بعض النجاح في تأكيد هيمنة مملكة سبأ على أراضي جنوب الجزيرة العربية، أتخذ اللقب المزدوج "ملك سبأ وذي ريدان" نحو سنة 214م، وبذلك أعلن سلطته ليس فقط على سبأ، ولكن أيضًا على إقليم حمير، ولعل ما جرأه في اتخاذ هذا القرار هي وفاة الملك القوي (ثأران يعب يهنعم). على الرغم من ذلك، فإن جزءًا معينًا من إقليم حمير، وفقًا للنقوش الباقية، استمرت تحت سيطرة السلالة الملكية الحميرية الريدانية. وفي أواخر حكمه قام شاعر أوتر بإلغاء المعاهدة مع الأحباش، وتصالح مع الحميريين لمواجهة الأحباش، وفي النقش (Ja 631) يذكر القائد السبئي "قطبان أوكن الجرتي" عن انتصاره على قوات أكسوم بقيادة القائد (بيجة) ابن الملك جدرت محاصري ظفار يريم (عاصمة حمير). وفي هذه المعركة، التي استمرت عدة أيام، شارك الملك الحميري لعزم يهنف يهصدق على رأس قواته إلى جانب قطبان أوكن، والذي يحمل أيضًا لقب "ملك سبأ وذي ريدان"، وخلال هذه الحرب يتوفى شاعر أوتر ويصعد لحي عثت يرخم إلى العرش.
توفي الملك شاعر أوتر نحو سنة 217م، تاركا خلفه عشرات النقوش، إلا أنه لا يوجد منها نقشاً واحد مؤرخاً بتقويم ثابت، بعكس معاصريه من ملوك ريدان الذي تميزت نقوشهم بالتوريخ مما سهل على الباحثين معرفة فترات حكمهم بدقة. خلال أواخر عهد شاعر أوتر، أشرك شقيقه الأصغر (حيو عثتر) في الحكم (CIH 408 وJa 641 وMAFRAY-al-Bayḍāʾ 100).على أمل أن ينقل العرش إليه عن طريق الميراث، لكن (حيو عثتر) لم يستطع أن يثبت نفسه كملك سبأ القادم، وخلف شاعر أوتر على العرش لحي عثت يرخم من أسرة وهب إل يحز. لتنتهي حقبة الأسرة البتعية التي حكمت نحو نصف قرن من الزمن.